# HMS Nelson (1814)
Pour les autres navires du même nom, voir HMS Nelson.
Le HMS Nelson est un vaisseau de ligne de la classe Nelson de la Royal Navy, armé de 120 canons.

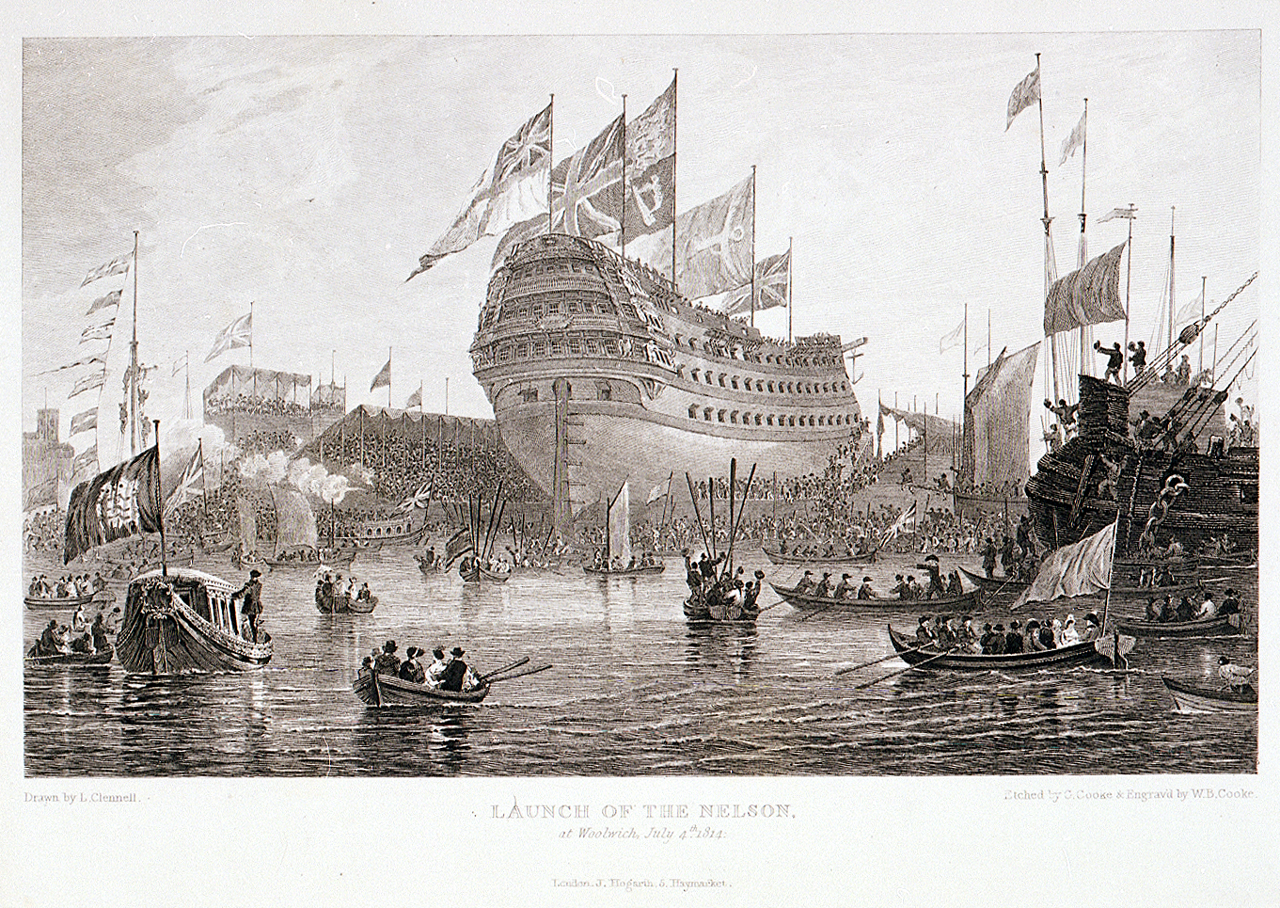
Lancement du navire.
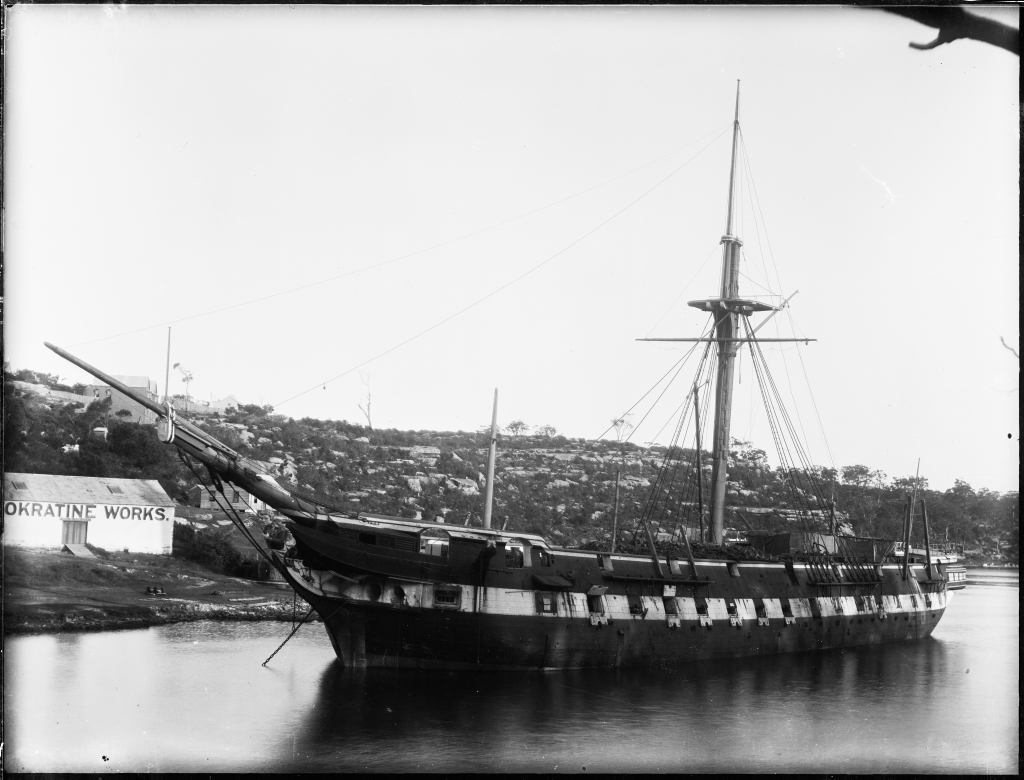
Le navire transformé avec un seul mât.
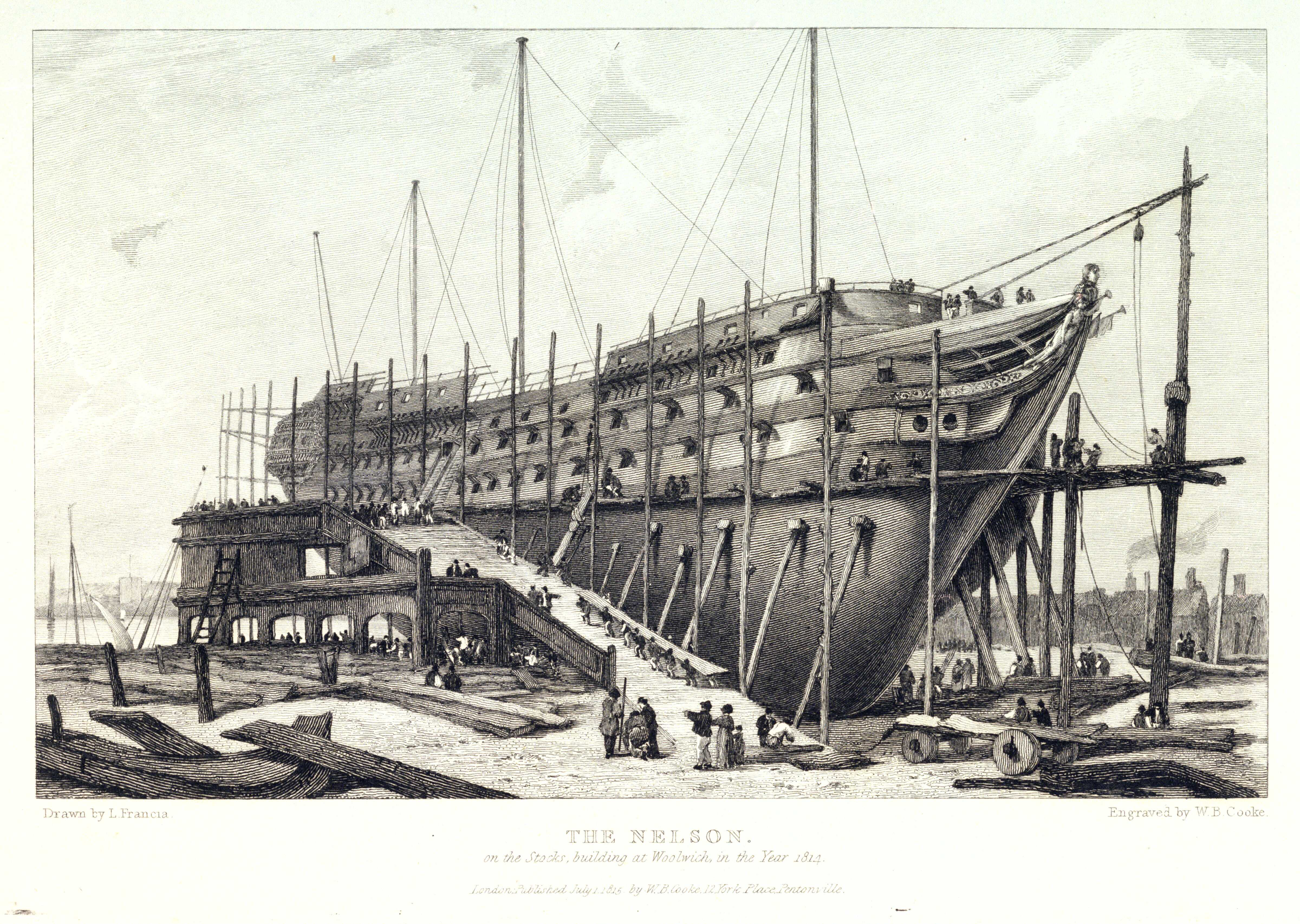
Le navire en cale sèche.
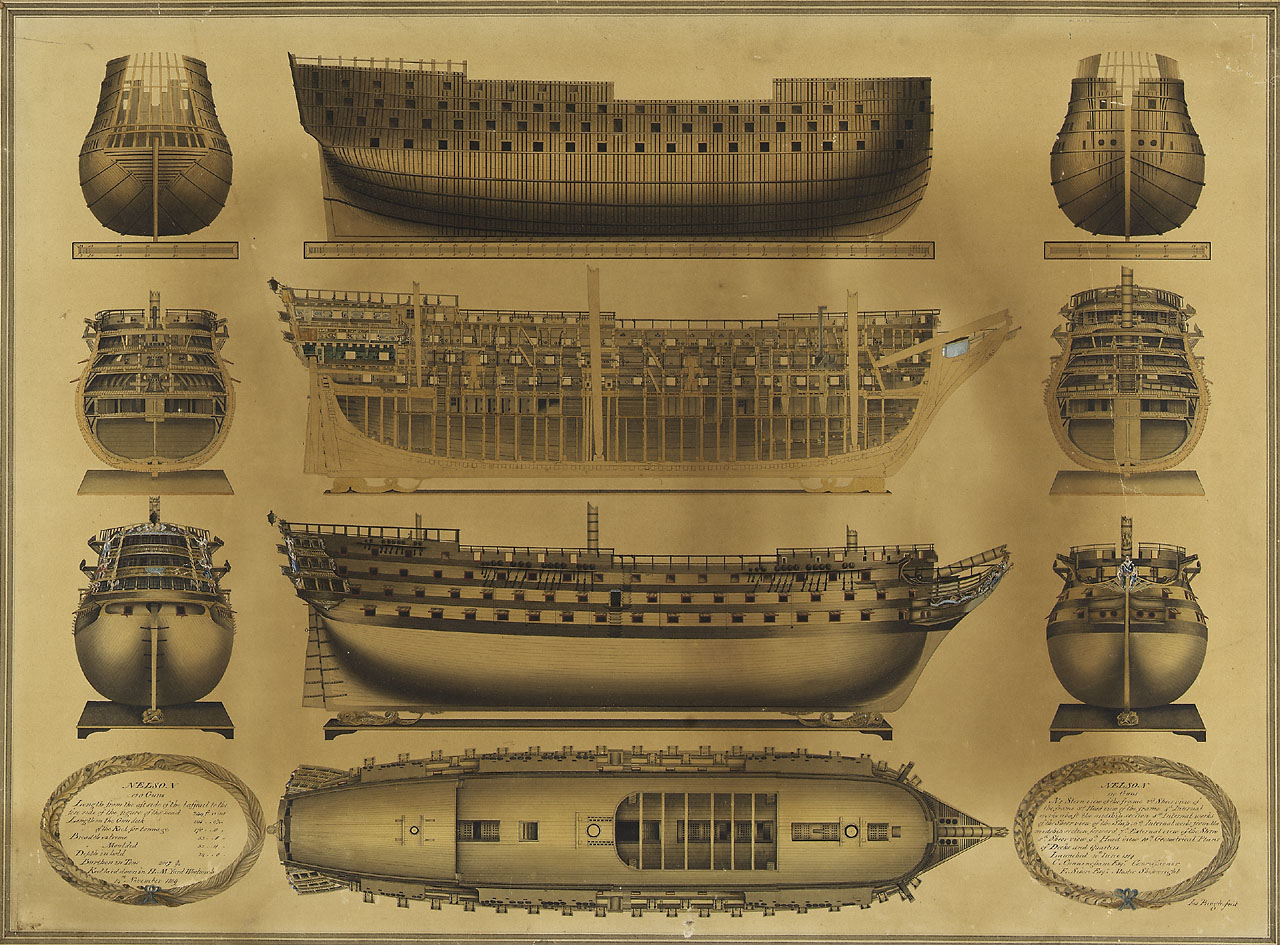
Plan du navire.
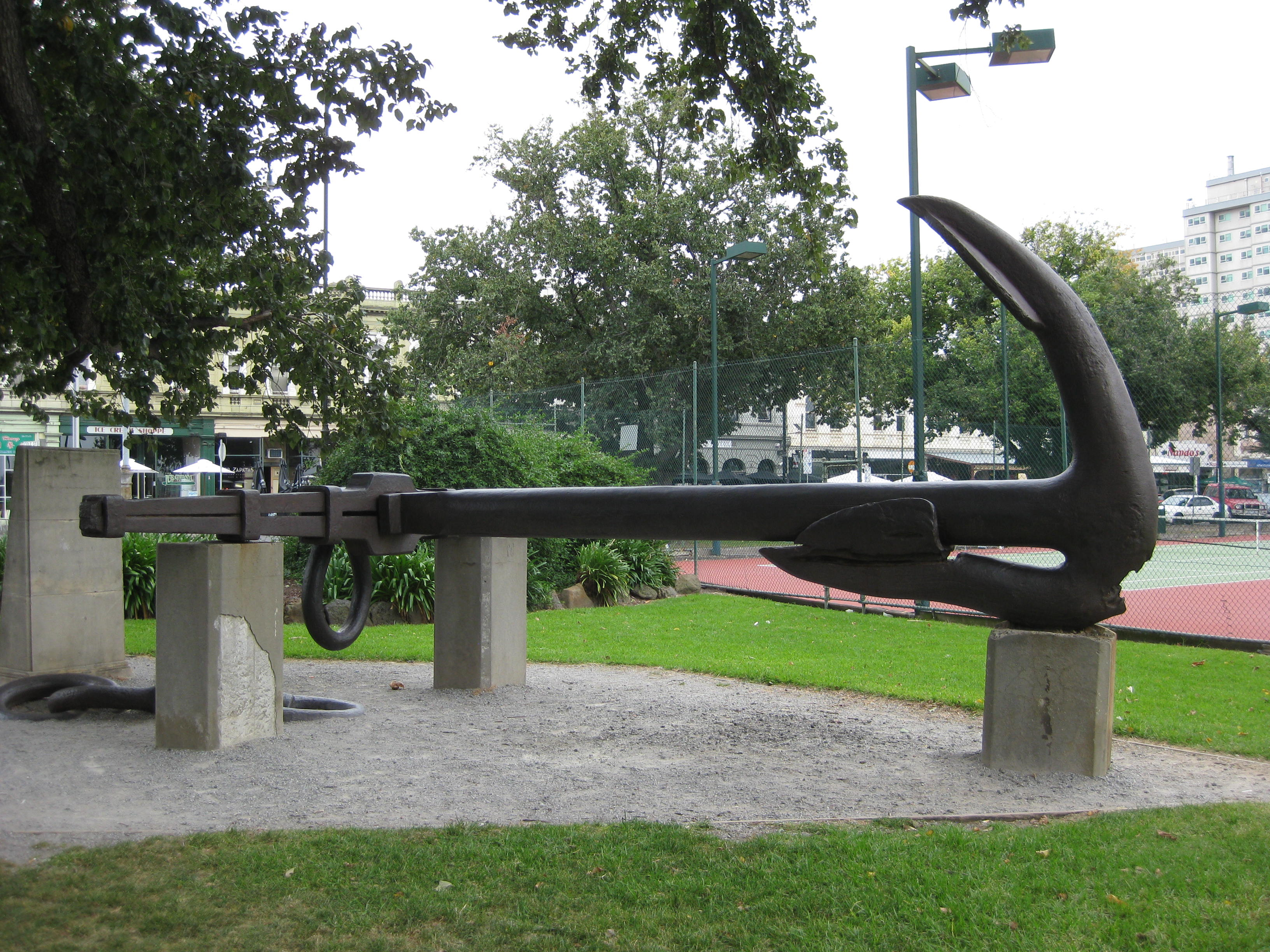
L'ancre du navire exposée dans un parc.